# Elecciones estatales de Baja Sajonia de 1967
La elección del sexto Parlamento de Baja Sajonia tuvo lugar el 4 de junio de 1967.

## Resultados
El SPD fue el partido más fuerte con el 43,1 por ciento, superando a la CDU que obtuvo el 41,7 por ciento. Esto permitió que la gran coalición
existente desde 1965 siguiera gobernando. El primer ministro George Diederichs (SPD), como se esperaba, se mantuvo en el cargo, formando el Gabinete Diederichs IV.
El NPD obtuvo un 7 por ciento de los votos, siendo incluso un poco más fuerte que el FDP. En las encuestas había llegado incluso al 15 por ciento, pero disputas internas mermaron su apoyo. El SPD se mantuvo ligeramente por delante de la CDU, la cual llegó a más del 40 por ciento de los votos por primera vez en Baja Sajonia.
La coalición se derrumbó durante el período legislativo, ya que por cambios de militancia de diputados la CDU se convirtió en el mayor bloque parlamentario y tuvo así más influencia en el Consejo Federal, haciéndose pronto imposible la colaboración entre los dos partidos de gobierno. En 1970, por lo tanto, el Parlamento se disolvió, marcando la primera vez en la historia de la República Federal en que se convocaban elecciones anticipadas a un parlamento regional.
| Partido | Partido | Votos   | %     | Mand. directos | Escaños |
| ------- | ------- | ------- | ----- | -------------- | ------- |
|         | SPD     | 1538776 | 43,08 | 58             | 66      |
|         | CDU     | 1491092 | 41,75 | 37             | 63      |
|         | NPD     | 249197  | 6,98  |                | 10      |
|         | FDP     | 245318  | 6,87  |                | 10      |
|         | DFU     | 29273   | 0,82  |                |         |
|         | UWG     | 14719   | 0,41  |                |         |
|         | EFP     | 2101    | 0,06  |                |         |
|         | FSU     | 1082    | 0,03  |                |         |
| Total   | Total   | 3571558 |       | 95             | 149     |